# 巴尔布尔河畔马尔松
巴尔布尔河畔马尔松（法語：Marson-sur-Barboure，法語發音：[maʁsɔ̃ syʁ baʁbuʁ]）是法国默兹省的一个市镇，属于科梅尔西区。

## 地理
巴尔布尔河畔马尔松（48°38'29"N, 5°26'40"E）面积5.9 平方千米，位于法国大東部大區默兹省，该省份为法国西北部内陆省份，北与比利时接壤，西接马恩省和阿登省，南至上马恩省和孚日省，东临默尔特-摩泽尔省。
与巴尔布尔河畔马尔松接壤的市镇（或旧市镇、城区）包括：博维奥勒、小梅利尼、雷夫鲁瓦、奥尔南河畔圣阿芒、特雷沃赖。

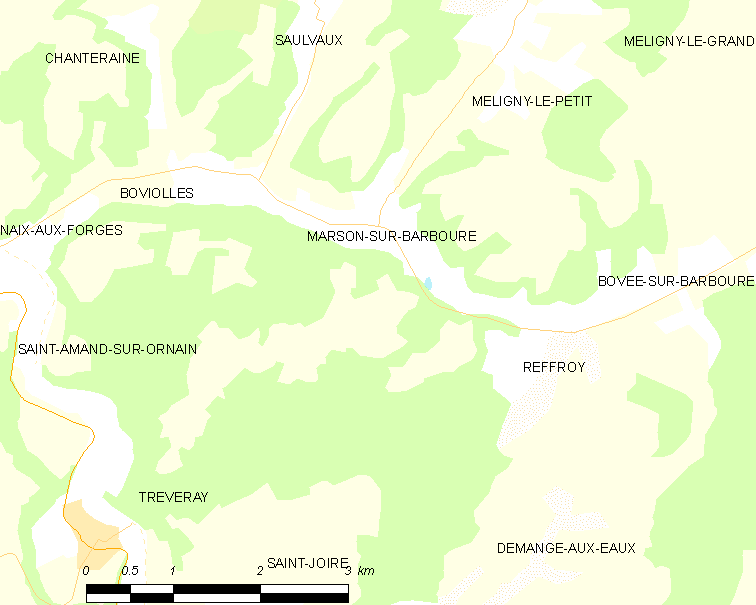
巴尔布尔河畔马尔松的OSM定位图

巴尔布尔河畔马尔松的时区为UTC+01:00、UTC+02:00（夏令时）。

## 行政
巴尔布尔河畔马尔松的邮政编码为55190，INSEE市镇编码为55322。

## 政治
巴尔布尔河畔马尔松所属的省级选区为沃库勒尔县。

## 人口

1962-2008年间巴尔布尔河畔马尔松人口变化图示

巴尔布尔河畔马尔松于2022年1月1日时的人口数量为58人。